# Zdzisław Wójtowicz
Zdzisław Wójtowicz (ur. 14 lutego 1923, zm. 28 czerwca 1977) – polski działacz państwowy, w latach 1973–1975 wiceprezydent Krakowa i z urzędu wicewojewoda krakowski.

## Życiorys
Od 1971 do 1977 pełnił funkcję przewodniczącego Związku Ochotniczych Straży Pożarnych w województwie krakowskim (najpierw „dużym”, następnie „małym”). W 1976 wchodził w skład rady Towarzystwa Sportowego Wisła Kraków.
Ok. 1970 pełnił funkcję wiceprzewodniczącego Prezydium Wojewódzkiej Rady Narodowej w Krakowie. W grudniu 1973 został wiceprezydentem Krakowa i z urzędu wicewojewodą krakowskim; stanowisko zajmował do reformy administracyjnej w czerwcu 1975.
Został pochowany na Alei Zasłużonych cmentarza Rakowickiego w Krakowie.